# Signál času (poemat)
Signál času – poemat czeskiego poety Vítězslava Nezvala z tomiku Básně noci (Wiersze nocy), opublikowanego w 1930. Utwór stanowi uzupełnienie wcześniejszego poematu Edison, tworząc z nim dylogię.  Tak też jest wydawany. Oba utwory łączy osoba głównego bohatera, amerykańskiego wynalazcy Thomasa Alvy Edisona i forma wersyfikacyjna. Optymistycznej wymowie Edisona przeciwstawia się jednak elegijny charakter Sygnały czasu, który jest elegią na śmierć inżyniera. Jest zarazem refleksją nad powszechnością i nieuchronnością śmierci, przed którą nie broni ani geniusz, ani własny wysiłek człowieka. Poeta pisze, że Edison umarł, a po nim umrą inni, za to życie pójdzie dalej. Utwór jest napisany sześciostopowym wierszem trocheicznym parzyście rymowanym.
Utwór nie był tłumaczony na język polski.